# Brad Fuller
Brad Allen Fuller (ur. 5 listopada 1953, zm. 2 stycznia 2016) – amerykański kompozytor muzyki do gier komputerowych.
Urodził się w Indianapolis, w stanie Indiana. Studiował muzykę jazzową na Berklee College of Music w stanie Massachusetts oraz Indiana University Bloomington. Od 1982 roku związany był z firmą Atari, gdzie karierę zaczynał od stanowiska inżyniera dźwięku. Wraz z rozwojem kariery zaczął odpowiadać w Atari za muzykę, efekty dźwiękowe oraz implementację. Był autorem ścieżek dźwiękowych do takich sztandarowych produkcji lat 80. XX wieku jak Tetris z 1988 roku czy Donkey Kong.
Był wykładowcą Cogswell Polytechnical College w Sunnyvale, w stanie Kalifornia. Zmarł na raka trzustki 2 stycznia 2016.